# OÖ Liga
Die OÖ Liga (Sponsorbezeichnung Radio OÖ Liga, früher offiziell und heute noch umgangssprachlich Oberösterreich-Liga genannt) ist die Fußball-Landesliga des Bundeslandes Oberösterreich. Sie ist im österreichischen Fußball-Ligasystem die vierthöchste Liga für Vereine des Oberösterreichischen Fußballverbands (OFV). Zusammen mit den Landesverbänden aus Kärnten und der Steiermark bildet der OFV eine Staffel der dreigleisigen Regionalliga, die Regionalliga Mitte. Der Meister der OÖ Liga, der sich Oberösterreichischer Landesmeister nennen darf, steigt direkt in diese Staffel auf. Unterhaus der OÖ Liga im OFV ist die zweigleisige Landesliga.

## Geschichte
Der oberösterreichische Landesmeistertitel war früher der höchste Titel für oberösterreichische Fußballvereine. Mit der Einführung der gesamtösterreichischen Meisterschaft und dem langsamen Abstieg in die Viertklassigkeit verlor er allerdings an Bedeutung. Heute genießt er dank der Partnerschaft mit Radio Oberösterreich vor allem medial wieder größere Bedeutung. So sorgten die Verantwortlichen des FC Pasching im Jahr 2009 für Aufsehen, als sie nicht in die Regionalliga Mitte aufsteigen wollten, und zwar mit der Begründung, die Einnahmen und die mediale Berichterstattung seien in der OÖ Liga um einiges besser.
Zwischenkriegszeit (1919–1933)
| Saison                                                        | Meister                    |
| Oberösterreicher 1. Klasse                                    | Oberösterreicher 1. Klasse |
| ------------------------------------------------------------- | -------------------------- |
| 1919/20                                                       | SK Vorwärts Steyr          |
| Liga Oberösterreich-Salzburg                                  |                            |
| 1920/21 K1                                                    | SK Vorwärts Steyr          |
| Oberösterreicher 1. Klasse                                    |                            |
| 1921/22 K1                                                    | SK Vorwärts Steyr          |
| 1922/23                                                       | SK Vorwärts Steyr          |
| 1923/24                                                       | Linzer ASK                 |
| 1924/25                                                       | Linzer ASK                 |
| 1925/26                                                       | Linzer ASK                 |
| 1926/27                                                       | Linzer ASK                 |
| 1927/28                                                       | SV Urfahr 1912             |
| 1928/29                                                       | Linzer ASK                 |
| 1929/30                                                       | Linzer ASK                 |
| 1930/31                                                       | Linzer ASK                 |
| 1931/32                                                       | Linzer ASK                 |
| 1932/33                                                       | SV Urfahr 1912             |
| K1 Änderung des Meisterschaftsmodus und Umbenennung der Liga. |                            |

Das erste Mal ausgespielt wurde eine Oberösterreichische Ligameisterschaft in der Saison 1919/20 mit vier Vereinen. Diese Meisterschaft wurde jedoch später annulliert. Somit fand die erste offizielle Erstaustragung mit fünf Vereinen in der Saison 1920/21 statt. Den ersten oberösterreichischen Landesmeistertitel sicherte sich der SK Vorwärts Steyr, der sich gleich die ersten drei Titel holte. Zum Rekordmeister avancierte dann jedoch der Linzer ASK mit unter anderem acht Titeln zwischen 1924 und 1933 (1928 und 1933 gewann die SV Urfahr). In den ersten Jahren variierte die Zahl der Teilnehmer stark: während aus den anfänglich fünf Mannschaften 1924/25 bereits zehn Teams geworden waren, wurde danach wieder mit sieben oder acht Vereinen gespielt.
1933–1945 Fußball vor und in der Kriegszeit
| Saison                                                                                            | Meister                             |
| Liga Oberösterreich-Salzburg                                                                      | Liga Oberösterreich-Salzburg        |
| ------------------------------------------------------------------------------------------------- | ----------------------------------- |
| 1933/34 K1                                                                                        | Salzburger AK 1914                  |
| 1934/35                                                                                           | Salzburger AK 1914                  |
| Oberösterreicher 1. Klasse                                                                        |                                     |
| 1935/36 K1                                                                                        | Linzer ASK                          |
| 1936/37                                                                                           | SV Urfahr 1912                      |
| Bezirksklasse Oberdonau                                                                           |                                     |
| 1937/38 K1                                                                                        | SK Amateure Steyr                   |
| Bezirksklasse West                                                                                |                                     |
| 1938/39 K1                                                                                        | Linzer ASK                          |
| Oberdonauer 1. Klasse                                                                             |                                     |
| 1939/40 K1                                                                                        | SK Vorwärts Steyr                   |
| 1940/41                                                                                           | SK Vorwärts Steyr                   |
| 1941/42                                                                                           | NSTG Budweis                        |
| 1942/43                                                                                           | SK Amateure Steyr                   |
| 1943/44                                                                                           | FC Steyr                            |
| 1944/45 K2                                                                                        | ATSV Mauthausen I (zu wenig Runden) |
| K1 Änderung des Meisterschaftsmodus und Umbenennung der Liga. K2 Meisterschaft wurde abgebrochen. |                                     |

In der Saison 1933/34 wurde eine gemeinsame Oberösterreichische und Salzburger Ligameisterschaft ausgetragen. Als bester oberösterreichischer Verein belegte der Linzer ASK den zweiten Platz hinter dem Salzburger AK 1914. In der folgenden Saison verteidigte der SAK den Titel, die SV Urfahr wurde, als Zweiter der Ligameisterschaft, bester oberösterreichischer Verein.
Das Experiment der gemeinsamen Ligameisterschaft wurde jedoch nach zwei Spielzeiten beendet und bereits in der Saison 1935/36 wieder zur Version mit acht Mannschaften aus Oberösterreich zurückgekehrt. In den folgenden beiden Jahren wurde die Liga jeweils um ein Team erweitert und so wuchs sie auf zehn Teilnehmer an. Bis zur Saison 1937/38 hatten nur Vereine aus Steyr oder Linz den oberösterreichischen Landesmeistertitel gewonnen. Danach wurde mit der Annexion Österreichs an das Deutsche Reich das vorhandene (ober)österreichische Liga-System in das Gauliga-System des deutschen Reichs eingegliedert. Bis zur Saison 1945/46 wurden daher keine oberösterreichischen Fußball-Meisterschaften mehr ausgetragen
1945–1950 Entwicklung nach dem Zweiten Weltkrieg
| Saison                                                        | Meister                   |
| Oberösterreicher Gruppe A                                     | Oberösterreicher Gruppe A |
| ------------------------------------------------------------- | ------------------------- |
| 1945/46 K1                                                    | SK Vorwärts Steyr         |
| Oberösterreicher 1. Klasse                                    |                           |
| 1946/47 K1                                                    | Linzer ASK                |
| 1947/48                                                       | Linzer ASK                |
| Landesliga Oberösterreich                                     |                           |
| 1948/49 K1                                                    | SK Vorwärts Steyr         |
| 1949/50                                                       | Linzer ASK                |
| K1 Änderung des Meisterschaftsmodus und Umbenennung der Liga. |                           |

Der oberösterreichische Landesmeister war bis zur Einführung der gesamtösterreichischen Fußball-Meisterschaft im Jahr 1949, nur unterbrochen von der NS-Zeit, der höchste Titel für oberösterreichische Fußballvereine. Ein Aufstieg in die damalige Nationalliga war Vereinen aus dem Wiener Gebiet vorbehalten. Von 1929 bis 1937 war der Oberösterreichische Landesmeister allerdings zur Teilnahme an der Österreichischen Fußball-Amateurstaatsmeisterschaft berechtigt, die der Linzer ASK 1931 einmal nach Oberösterreich holte.
Nach Kriegsende wurde die Liga bis einschließlich 1947/48 1. Klasse genannt. Die ersten beiden Saisons wurden mit zehn Mannschaften ausgetragen, danach schwankte die Anzahl der Teilnehmer zwischen zehn und elf Teams. In der Saison 1948/49 wurde die Liga in Landesliga umbenannt.
In einer Übergangssaison 1949/50 wurde die damalige Landesliga als zweithöchste Spielklasse österreichweit geführt. Der Linzer ASK wurde Oberösterreichischer Landesmeister und stieg als zweiter oberösterreichischer Fußballverein nach dem SK Vorwärts Steyr im Jahr davor in die gesamtösterreichische Staatsliga A auf.
1950–1959 Landesliga Oberösterreich (3. Spielklasse)
| Saison                                                        | Meister                   |
| Landesliga Oberösterreich                                     | Landesliga Oberösterreich |
| ------------------------------------------------------------- | ------------------------- |
| 1950/51 K1                                                    | ESV Westbahn Linz         |
| 1951/52                                                       | SK Amateure Steyr         |
| 1952/53                                                       | SV Urfahr                 |
| 1953/54                                                       | SK Amateure Steyr         |
| 1954/55                                                       | SK Vorwärts Steyr         |
| 1955/56                                                       | SV Stickstoff Linz        |
| 1956/57                                                       | ATSV Ranshofen            |
| 1957/58                                                       | SK VÖEST Linz             |
| 1958/59                                                       | Welser SC 1912            |
| K1 Änderung des Meisterschaftsmodus und Umbenennung der Liga. |                           |

Bis zur Einführung einer gesamtösterreichischen Liga in der Saison 1949/50, war die damalige Landesliga die höchstmögliche Spielklasse für oberösterreichische Fußballvereine. Danach wurde sie für eine Saison als zweithöchste Spielklasse unterhalb der bundesweiten Staatsliga geführt. In der Saison 1950/51 wurde schließlich die Staatsliga B für mittel- und ostösterreichischen Fußballvereine (Burgenland, Niederösterreich, Oberösterreich, Steiermark und Wien) als zweithöchste Spielklasse eingeführt und die Landesliga drittklassig. Daraufhin wurde das Teilnehmerfeld der Landesliga schrittweise auf 15 Teams aus Oberösterreich erweitert. Diese ungerade Teilnehmerzahl bedeutete, dass jede Runde einer der Vereine spielfrei hatte. In den 1950er Jahren feierten ESV Westbahn Linz, SK Amateure Steyr (2×), SV Urfahr, SK Vorwärts Steyr, SV Stickstoff Linz, ATSV Ranshofen, SK VÖEST Linz und Welser SC 1912 den Meistertitel.
1959–1974 Landesliga Oberösterreich (3. Spielklasse)
| Saison                    | Meister                   |
| Landesliga Oberösterreich | Landesliga Oberösterreich |
| ------------------------- | ------------------------- |
| 1959/60                   | SK Amateure Steyr         |
| 1960/61                   | SK VÖEST Linz             |
| 1961/62                   | SV Post Admira Linz       |
| 1962/63                   | ASK St. Valentin          |
| 1963/64                   | SK Hertha Wels            |
| 1964/65                   | ATSV Steyrermühl          |
| 1965/66                   | SK Hertha Wels            |
| 1966/67                   | SV Grieskirchen           |
| 1967/68                   | ATSV Ranshofen            |
| 1968/69                   | SV Grieskirchen           |
| 1969/70                   | SK Vorwärts Steyr         |
| 1970/71                   | ASK St. Valentin          |
| 1971/72                   | Welser SC 1912            |
| 1972/73                   | SK Altheim                |
| 1973/74                   | ASK St. Valentin          |

Als die Regionalliga Mitte in der Saison 1959/60 eingeführt wurde, blieb die Landesliga unter dieser neu eingeführten Liga dritthöchste Spielklasse für oberösterreichische Fußballvereine, weil die Staatsliga B gestrichen wurde. Da in der Regionalliga Mitte mehr oberösterreichische Vereine spielten als zuvor in der Staatsliga B, wurde das Teilnehmerfeld der damaligen Landesliga vorübergehend verkleinert, jedoch bis 1965/66 wieder auf die ursprünglichen 15 Mannschaften erhöht. Mit der Einführung der 2. Division in der Saison 1974/75 wurde die Regionalliga Mitte wieder abgeschafft, wodurch die Landesliga weiterhin drittklassig blieb. Während bereits zuvor ein ums andere Mal eine Saison mit 14 anstelle der sonst üblichen 15 Teams eingeschoben worden war, wurde 1976/77 endgültig von der ungeraden Teilnehmerzahl abgegangen und fortan mit 14 Mannschaften gespielt.
Die oberösterreichischen Landesmeister von 1951 bis 1959 durften, zu Beginn direkt und später über eine Relegation, in die zweitklassige Staatsliga B aufsteigen. Von 1960 bis 1974 stiegen die oberösterreichischen Landesmeister in die damals zweitklassige Regionalliga Mitte auf. Ab 1975 nahm der Oberösterreichische Landesmeister schließlich an einer Relegation um den Aufstieg in die 2. Division teil. Zwischen 1959 und 1974 nannten sich SK Amateure Steyr, SK VÖEST Linz, SV Post Admira Linz, ASK St. Valentin (3×), SK Hertha Wels (2×), ATSV Steyrermühl, SV Grieskirchen (2×), ATSV Ranshofen, SK Vorwärts Steyr, Welser SC 1912 und SK Altheim oberösterreichischer Meister.
1974–1994 Landesliga Oberösterreich (3. Spielklasse)
| Saison                    | Meister                   |
| Landesliga Oberösterreich | Landesliga Oberösterreich |
| ------------------------- | ------------------------- |
| 1974/75                   | SK Vorwärts Steyr         |
| 1975/76                   | SK Amateure Steyr         |
| 1976/77                   | FC Union Wels             |
| 1977/78                   | FC Union Wels             |
| 1978/79                   | SK Vorwärts Steyr         |
| 1979/80                   | FC Union Wels             |
| 1980/81                   | Union Vöcklamarkt         |
| 1981/82                   | SK Vorwärts Steyr         |
| 1982/83                   | SV Gmunden                |
| 1983/84                   | ATSV Steyrermühl          |
| 1984/85                   | ATSV Timelkam             |
| 1985/86                   | Union Vöcklamarkt         |
| 1986/87                   | SV Chemie Linz            |
| 1987/88                   | SV Ried                   |
| 1988/89                   | SV Chemie Linz            |
| 1989/90                   | SV Ried                   |
| 1990/91                   | SV Ried                   |
| 1991/92                   | SV Braunau                |
| 1992/93                   | SV Braunau                |
| 1993/94                   | ASKÖ Donau Linz           |

In der Saison 1974/75 wurde die Bundesliga als neue erste Spielklasse eingeführt. Die Nationalliga, die bisher als erste Klasse fungierte, war die neue zweite Spielklasse. Die Regionalliga Mitte wurde abgeschafft. Dadurch blieb die Landesliga Oberösterreich die dritte Spielklasse. Die Meister waren bis 1994 SK Vorwärts Steyr (3×), SK Amateure Steyr, FC Union Wels (2×), FC Union Wels, Union Vöcklamarkt, SV Gmunden, ATSV Steyrermühl, ATSV Timelkam, Union Vöcklamarkt, SV Chemie Linz (2×), SV Ried (3×), SV Braunau (2×) und ASKÖ Donau Linz
1994–2005 Oberösterreich-Liga (4. Spielklasse)
| Saison | Meister                    |
| Oberösterreich-Liga                                                                                       | Oberösterreich-Liga        |
| --- | -------------------------- |
| 1994/95 K1                                                                                                | SK Eintracht Wels          |
| 1995/96 K2                                                                                                | SV Esternberg              |
| 1996/97                                                                                                   | SV Grieskirchen            |
| 1997/98                                                                                                   | ASKÖ Pasching              |
| 1998/99                                                                                                   | ASKÖ Donau Linz            |
| 1999/2000                                                                                                 | FC Blau-Weiß Linz          |
| 2000/01                                                                                                   | LASK Linz II               |
| 2001/02                                                                                                   | DSG Union Perg             |
| 2002/03                                                                                                   | LASK Linz II               |
| 2003/04                                                                                                   | SPG St. Magdalena/Pasching |
| 2004/05                                                                                                   | 1. FC Vöcklabruck          |
| K1 Änderung des Meisterschaftsmodus und Umbenennung der Liga. K2 1995/96: Einführung der Dreipunkteregel. |                            |

Zur vierthöchsten Spielklasse für oberösterreichische Fußballvereine wurde die Landesliga, als die Regionalliga Mitte in der Saison 1994/95 unterhalb der 2. Division wiedereingeführt wurde. In der Saison 1997/98 wurde die Teilnehmerzahl auf 16 Mannschaften erhöht, was jedoch in der Saison 2001/02 zugunsten des Modus mit 14 Vereinen wieder verworfen wurde. In der Saison 2003/04 bekam die Liga den Namen Oberösterreich-Liga und seit der Saison 2005/06 trägt sie die heutige Sponsorbezeichnung Radio OÖ Liga. Zu Beginn der Saison 2013/2014 wurde die OÖ Liga wieder auf 16 Vereine aufgestockt. Seit der Herbst-Saison 2016/17 fungiert der regionale TV-Sender LT1 als Namenssponsor.
Seit 1995 dürfen die oberösterreichischen Landesmeister direkt in die drittklassige Regionalliga Mitte aufsteigen, diese waren bis 2000 SK Eintracht Wels, SV Esternberg, SV Grieskirchen, ASKÖ Pasching, ASKÖ Donau Linz und FC Blau-Weiß Linz. Die nächsten fünf Jahre waren die zweite Mannschaft von LASK Linz (2×), DSG Union Perg, 1. FC Vöcklabruck und die Spielgemeinschaft aus St. Magdalena und Pasching. 
2005–2015 Radio OÖ Liga "my wave" (4. Spielklasse)
| Saison                  | Meister                 |
| Radio OÖ Liga "my wave" | Radio OÖ Liga "my wave" |
| ----------------------- | ----------------------- |
| 2005/06                 | SV Grieskirchen         |
| 2006/07                 | SV Gmunden              |
| 2007/08                 | FC Blau-Weiß Linz       |
| 2008/09                 | FC Pasching             |
| 2009/10                 | Union Vöcklamarkt       |
| 2010/11                 | SK Vorwärts Steyr       |
| 2011/12                 | SV Wallern              |
| 2012/13                 | SK Vorwärts Steyr       |

Bis 2013 war der Radiosender "my wave" neuer Sponsor der Liga und es siegten SV Grieskirchen, SV Gmunden, FC Blau-Weiß Linz, FC Pasching, Union Vöcklamarkt, SK Vorwärts Steyr, SV Wallern und SK Vorwärts Steyr.
2015–2016 OÖ Liga (4. Spielklasse)
| Saison  | Meister          |
| OÖ Liga | OÖ Liga          |
| ------- | ---------------- |
| 2013/14 | Union Gurten     |
| 2014/15 | ATSV Stadl-Paura |
| 2015/16 | SV Grieskirchen  |

Ab 2013 tritt der OÖ Liga ohne Sponsor auf und Union Gurten, ATSV Stadl-Paura und SV Grieskirchen waren erfolgreich.
Seit 2016 LT1 OÖ Liga (4. Spielklasse)
| Saison      | Meister                                           |
| LT1 OÖ Liga | LT1 OÖ Liga                                       |
| ----------- | ------------------------------------------------- |
| 2016/17     | Union Vöcklamarkt                                 |
| 2017/18     | ASKÖ Oedt                                         |
| 2018/19     | ASKÖ Oedt                                         |
| 2019/20     | wegen COVID-19-Pandemie in Österreich abgebrochen |
| 2020/21     | wegen COVID-19-Pandemie in Österreich abgebrochen |
| 2021/22     | Union Weißkirchen                                 |
| 2022/23     | ASKÖ Oedt                                         |
| 2023/24     | ASKÖ Oedt                                         |
| 2024/25     | Union Dietach                                     |

Ab 2016 stieg LT1, ein Privatsender, als Sponsor ein und der Titel ging an Union Vöcklamarkt, 2018 und 2019 an den Trauner ASKÖ Oedt. Nach der COVID-19-Pandemie in Österreich gewann der Union Weißkirchen und zweimal hintereinander in Folge der ASKÖ Oedt.

## Bezeichnung (Sponsor)
Die Landesliga in Oberösterreich wird seit 2005 mit einem Sponsor im Namenszug ausgetragen. Davor wurde die oberste Liga Landesliga Oberösterreich genannt. Folgende Sponsoren beziehungsweise Namensänderungen hat die Landesliga in ihrer Namensgebung gehabt.
- Oberösterreicher 1. Klasse: 1919/20 und 1935/36–1936/37
- Liga Oberösterreich-Salzburg: 1920/21 und 1933/34–1934/35
- Oberösterreicher 1. Klasse: 1921/22–1932/33
- Bezirksklasse Oberdonau/Bezirksklasse West/Oberdonauer 1. Klasse: 1937/38–1944/45
- Oberösterreicher Gruppe A: 1945/46
- Oberösterreicher 1. Klasse: 1946/47–1947/48
- Landesliga Oberösterreich: 1948/49–1993/94
- Oberösterreich-Liga oder OÖ Liga: seit 1994/95
- der Sponsor ist im Namenszugs in Verbindung mit 'OÖ Liga':
  - Radio OÖ Liga "my wave": 2005/06–2012/13 (Namensgeber: Linzer Internet-Anbieters Mywave)[4]
  - LT1 OÖ Liga: seit 2016/17: (Namensgeber: Oberösterreichischer Privatsender)

## Spielmodus
In der OÖ Liga spielen insgesamt sechzehn Fußballvereine aus dem Bundesland. Der Landesligameister steigt direkt in die dritthöchste Spielklasse Österreichs, die Regionalliga Mitte, auf. Neben dem Meister der OÖ Liga zählen zu den Aufsteigern auch die Landesmeister der Länder Kärnten und der Steiermark. Aus den beiden 2. Landesligen Ost und West steigt jeweils ein Verein in die Landesliga auf.

## Teilnehmer 2024/25
Folgende Vereine nehmen an der Saison 2024/25 teil:
| Verein                    | Sitz                     | Stadion                     |
| ------------------------- | ------------------------ | --------------------------- |
| DSG Union Perg            | Perg                     | WIMTECH-Arena               |
| Union Mondsee             | Mondsee                  | BWT Arena                   |
| Union Edelweiß Linz       | Linz                     | Sportplatz Union Edelweiß   |
| UFC Rohrbach-Berg         | Rohrbach-Berg            | Raiffeisen Arena            |
| SU St. Martin             | St. Martin im Mühlkreis  | Aubachstadion               |
| UFC Ostermiething         | Ostermiething            | Stampfl-Bau Arena           |
| Union Dietach             | Dietach                  | DietachArena                |
| Sportunion Bad Leonfelden | Bad Leonfelden           | Vortuna Arena               |
| Union Weißkirchen         | Weißkirchen an der Traun | Sportpark am Weyerbach      |
| SV Bad Ischl              | Bad Ischl                | ÖKO-BOX Stadion             |
| SPG SV Friedburg/Pöndorf  | Friedburg                | Cafe+Co Arena               |
| SPG Pregarten             | Pregarten                | Union Kornspitz Arena       |
| ASK St. Valentin          | St. Valentin             | STEYR-Arena                 |
| SV Grün-Weiß Micheldorf   | Micheldorf in OÖ         | cool & fair Arena           |
| SV Gmunden                | Gmunden                  | LSP Arena                   |
| SV Bad Schallerbach       | Bad Schallerbach         | Sportplatz Bad Schallerbach |

## Die Titelträger
Die Titelträger bis zur Saison 1944/45
10 Meistertitel
Linzer ASK (1924, 1925, 1926, 1927, 1929, 1930, 1931, 1932, 1936, 1939)
6 Meistertitel
SK Vorwärts Steyr (1920, 1921, 1922, 1923, 1940, 1941)
3 Meistertitel
SV Urfahr (1928, 1933, 1937)
2 Meistertitel
SK Amateure Steyr (1938, 1943)
Salzburger AK 1914 (1934, 1935)
1 Meistertitel
FC Steyr (1944)
NSTG Budweis (1942)
Die Titelträger seit der Saison 1944/45
9 Meistertitel
SK Vorwärts Steyr (1946, 1949, 1955, 1970, 1975, 1979, 1982, 2011, 2013)
5 Meistertitel
SV Grieskirchen (1967, 1969, 1997, 2006, 2016)
Linzer ASK (1947, 1948, 1950, 2001 M1, 2003 M1)
4 Meistertitel
Union Vöcklamarkt (1981, 1986, 2010, 2017)
ASKÖ Oedt (2018, 2019, 2023, 2024)
3 Meistertitel
| SV Ried (1988, 1990, 1991) FC Union Wels (1977, 1978, 1980) | ASK St. Valentin (1963, 1971, 1974) SK Amateure Steyr (1952, 1954, 1960) |

2 Meistertitel
| FC Blau-Weiß Linz (2000, 2008) SV Gmunden (1983, 2007) ASKÖ Donau Linz (1994, 1999) SV Braunau (1992, 1993) SV Chemie Linz (1987, 1989) | ATSV Steyrermühl (1965, 1984) Welser SC 1912 (1959, 1972) ATSV Ranshofen (1957, 1968) SK Hertha Wels (1964, 1966) SK VÖEST Linz (1958, 1961) |

1 Meistertitel
| Union Dietach (2025) Union Weißkirchen (2022) ATSV Stadl-Paura (2015) Union Gurten (2014) SV Wallern (2012) FC Pasching (2009) | 1. FC Vöcklabruck (2005) SPG St. Magdalena/Pasching (2004) DSG Union Perg (2002) ASKÖ Pasching (1998) SV Esternberg (1996) SK Eintracht Wels (1995) | ATSV Timelkam (1985) SK Altheim (1973) SV Post Admira Linz (1962) SV Stickstoff Linz (1956) SV Urfahr (1953) ESV Westbahn Linz (1951) |